# Afribactrus stylifrons
Afribactrus stylifrons är en spindelart som beskrevs av Jörg Wunderlich 1995. Afribactrus stylifrons ingår i släktet Afribactrus och familjen täckvävarspindlar. Inga underarter finns listade i Catalogue of Life.